# Живот и смрт пуковника Блимпа
Живот и смрт пуковника Блимпа (енгл. The Life and Death of Colonel Blimp) је британски љубавно-ратни филм из 1943. године, који су написали, режирали и продуцирали Мајкл Пауел и Емерик Пресбургер. Главне улоге у филму тумаче Роџер Ливси, Антон Волбрук и Дебора Кер. Наслов потиче из сатиричног стрипа Пуковник Блимп, који је креирао Дејвид Ло, али прича је оригинална и прати официрску каријеру Клајва Кендија коју он започиње у Бурском рату, наставља се у Првом светском рату све до Другог светског рата када му је поверена јединица Домобранске гарде.
Снимљен у јеку Другог светског рата, филм се суочио са низом тешкоћа међу којима су биле тада ретко и релативно скупо снимање у боји, као и непријатељски став британске владе под Винстоном Черчилом због позитивног приказа немачког (али не и нацистичког) официра. Међутим, репутација филма се временом знатно побољшала и данас се сматра једним од најбољих британских филмова икада снимљених. Један филмски критичар описао га је као „најбољи енглески филм икада”, а сам филм је хваљен због своје софистицираности и режије, као и због сценарија, изведби велике глумачке екипе и због пионирске Техниколор кинематографије. Часопис Empire га је сместио на 80. место своје листе „500 најбољих филмова свих времена”.

## Радња
Генерал-мајор Клајв Вин-Кенди је виши командант британске Домобранске гарде током Другог светског рата. Пре војне вежбе, у турском купатилу га „хватају” војници предвођени поручником „Спадом” Вилсоном, који је превентивно ударио. Он игнорише Кендијеве огорчене повике да „Рат почиње у поноћ!” и њих падају у базен током обрачуна.
Након тога следи продужени флешбек.
Бурски рат

Године 1902, поручник Кенди је на одсуству из Бурског рата, где је зарадио Викторијин крст. Прима писмо од Едит Хантер, која ради у Берлину. Она се жали да Немац по имену Кауниц шири антибританску „пропаганду” у вези са британским концентрационим логорима у Јужној Африци, и жели да британска амбасада интервенише. Када Кенди скрене пажњу својих претпостављених на ово, они одбијају да му дозволе да крене у Берлин, али он ипак одлази.
У Берлину, Кенди и Едит одлазе у кафе, где се он суочава са Кауницом. Испровоцирана, Кенди нехотице вређа официрски корпус царске немачке војске. Немци инсистирају да се бори у двобоју са официром изабраним жребом: Теом Кречмар-Шулдорфом. У двобоју су и Кенди и Тео повређени, али се спријатељавају током опоравка. Едит их редовно посећује и, иако се наговештава да гаји осећања према Кендију, она пристаје да се уда за Теа. Кенди је одушевљен, али убрзо схвата да је заљубљен у њују. По повратку кући, Кенди одводи Едитину сестру Марту у оперу, али убрзо схвата да не гаји осећања према њој.
Први светски рат

У новембру 1918, Кенди, сада бригадни генерал, верује да су савезници победили у Првом светском рату јер су се борили праведно. Док је у Француској са својим возачем Мердоком, Кенди упознаје медицинску сестру Барбару Вин, која запањујуће подсећа на Едит. Он јој се удвара и жени је, упркос томе што је двадесет година старији од ње, док Мердок постаје њихов батлер.
У јулу 1919, Кенди проналази Теа у логору за ратне заробљенике у Дарбиширу. Кенди га поздравља као да се ништа није променило, али Тео одбија да разговара.
Дана 26. августа, пред повратак у Немачку, Тео се извињава и прихвата позив у Кендијев дом. Он је и даље скептичан да ће се према његовој пораженој земљи поступати поштено.
Барбара умире августа 1926, а Кенди се пензионише 1935. године.
Други светски рат

У новембру 1939, Тео прича британском имиграционом службенику како се удаљио од својих синова када су постали нацисти. Пре рата је одбио да се пресели у Енглеску када је Едит то од њега тражила; док се он одлучио на то, она је умрла. Кенди долази и гарантује за Теа.
Кенди открива Теу да је волео Едит и да је то схватио тек када је било прекасно. Признаје да је никада није преболео. Тео упознаје Анџелу „Џони” Кенон, Кендијеву шоферку; Тео је запањен њеном сличношћу са Барбаром и Едит.
Кенди, враћен на листу активних као генерал-мајор, треба да одржи говор на радију о повлачењу из Денкерка. Кенди планира да каже да би радије изгубио рат него победио користећи методе које користе нацисти: његов говор је отказан. Тео подстиче свог пријатеља да прихвати потребу да се бори и победи на било који начин, јер би последице губитка биле страшне.
Кенди је поново пензионисан, али, на Теов и Анџелин наговор, своју енергију усмерава на Домобранску гарду – његови напори у изградњи ове организације привлаче пажњу државне штампе. Његова кућа је срушена током немачког бомбардовања, при чему је погинуо и Мердок, а земљиште је замењено водоводном цистерном. Он прелази у свој клуб, где се опушта у турском купатилу пре војне вежбе коју је уговорио.
Дрски млади поручник који је ухватио Кендија је Анџелин дечко, који ју је искористио да сазна о његовим плановима и локацији. Она покушава да упозори Кендија, али је прекасно.
Тео и Анџела проналазе Кенди како седи преко пута улице где је стајала његова кућа. Он се присећа да је, након што га је надређени прекорио због изазивања дипломатског инцидента, одбио његов позив на вечеру, и покајао се због тога. Он говори Анџели да позове свог дечка на вечеру код њега.
Годинама раније, Кенди је обећао Барбари да се „никада неће променити” све док му кућа не буде поплављена и „од ње настане језеро”. Угледавши цистерну, говори: „Језеро је овде, али ја се још нисам променио”. Кенди поздравља нову гарду док пролази поред њега.

## Улоге
| Глумац         | Улога                      |
| -------------- | -------------------------- |
| Роџер Ливси    | Клајв Вин-Кенди            |
| Дебора Кер     | Едит Хантер                |
| Дебора Кер     | Марта Хантер               |
| Дебора Кер     | Барбара Вин                |
| Дебора Кер     | Анџела „Џони” Кенон        |
| Антон Волбрук  | Тео Кречмар-Шулдорф        |
| Урсула Џинс    | Фрау фон Калтенек          |
| Џејмс Макекни  | Спад Вилсон                |
| Дејвид Хачесон | Хопи                       |
| Фрит Бенбери   | Дејвид „Бејби-Фејс” Фицрој |
| Мјуријел Акед  | тетка Маргарет             |
| Џон Лори       | Мердок                     |
| Невил Мап      | Стафи Грејвс               |